# Tillandsia sodiroi
Tillandsia sodiroi är en gräsväxtart som beskrevs av Carl Christian Mez. Tillandsia sodiroi ingår i släktet Tillandsia och familjen Bromeliaceae. Inga underarter finns listade i Catalogue of Life.